# Lesenbüchen
Lesenbüchen ist eine Ortschaft von Wipperfürth im Oberbergischen Kreis im Regierungsbezirk Köln in Nordrhein-Westfalen (Deutschland).

## Lage und Beschreibung
Lesenbüchen liegt im Norden von Wipperfürth. Nachbarorte sind  Hohenbüchen, Vossebrechen, Gardeweg und Beinghausen. Im Ort entspringt der in die Bevertalsperre mündende Bach Lüttgenau. Der im Westen vorbeifließende Hohenbücher Bach mündet 450 m südwestlich vom Ortsrand in die Lüttgenau.

## Geschichte
1715 ist ein einzelner Hof auf der Karte Topographia Ducatus Montani unter der Ortsbezeichnung „Lessenbüchen“ eingezeichnet. Ab der Karte Topographische Aufnahme der Rheinlande von 1825 wird der Ort mit dem heute gebräuchlichen Ortsnamen „Lesenbüchen“ beschriftet. Diese Karte zeigt den Ort auf zwei getrennt voneinander liegenden Hofräumen und verzeichnet vier einzelne Gebäudegrundrisse.
Aus dem 20. Jahrhundert stammt das aus Beton bestehende Wegekreuz des Ortes. Das Kreuz war ehemals Station einer Bittprozession.

## Wanderwege
Der mit dem Wanderzeichen A1 gekennzeichnete Rundwanderweg führt durch den Ort. Der 3 km lange Weg wird vom Sauerländischen Gebirgsverein ausgeschildert und hat seinen Ausgangs- und Zielpunkt am Wanderparkplatz des Dorfes Egen.

## Busverbindungen
Über die Bushaltestelle „Vossebrechen“ der Linie 337 (VRS/OVAG) besteht eine Anbindung an den öffentlichen Personennahverkehr.

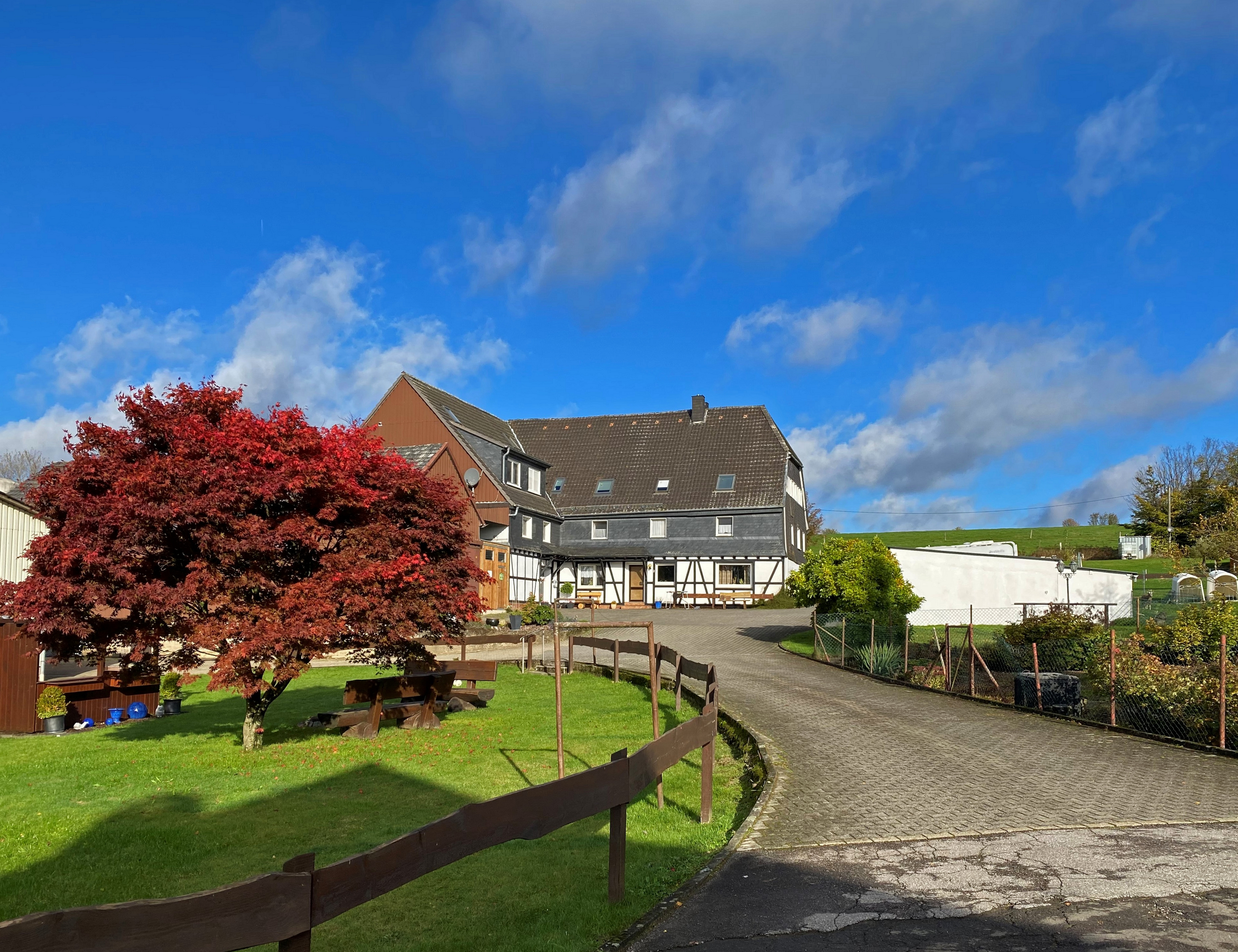
Hof Lesenbüchen 2/3
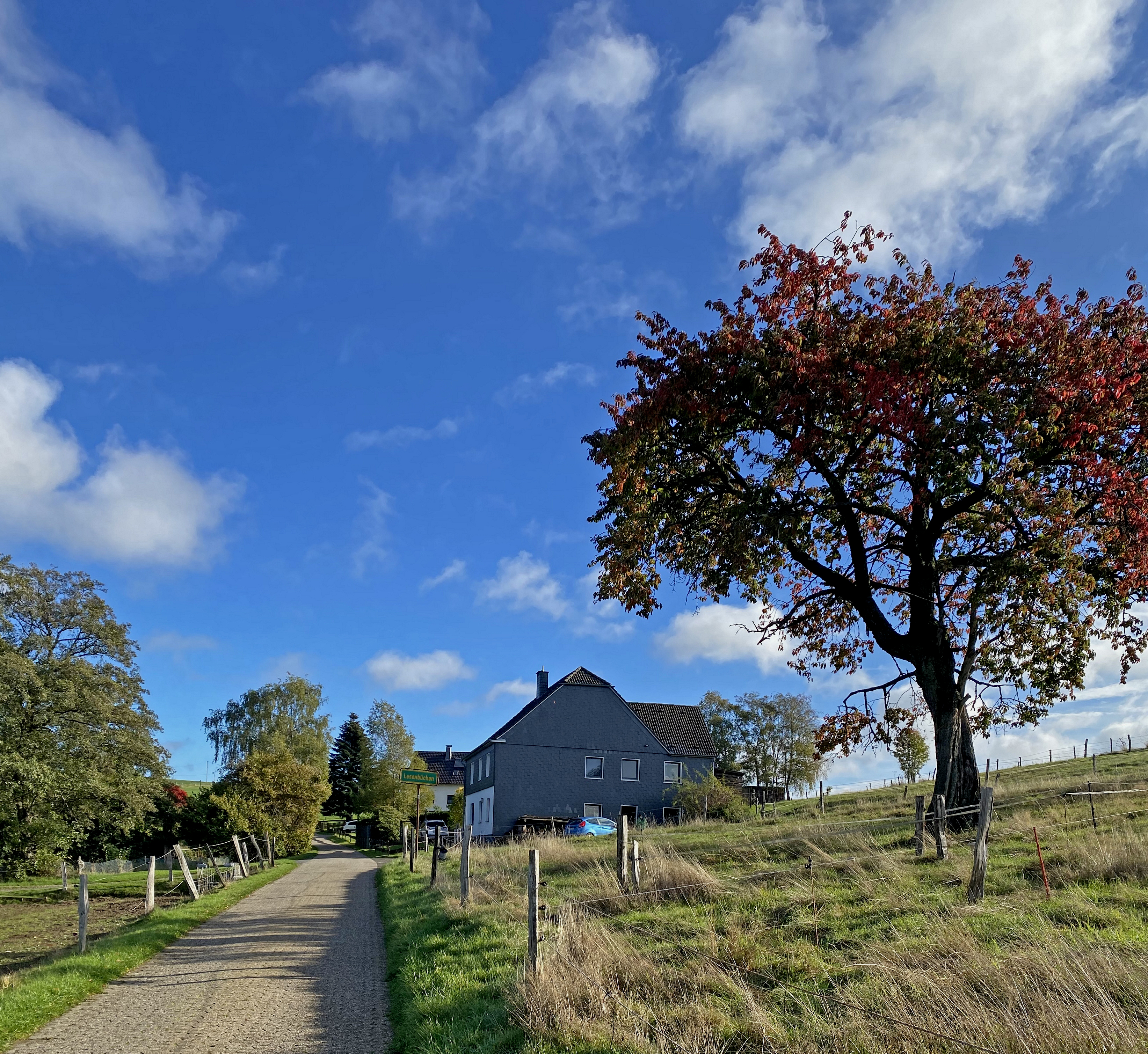
Lesenbüchen 1
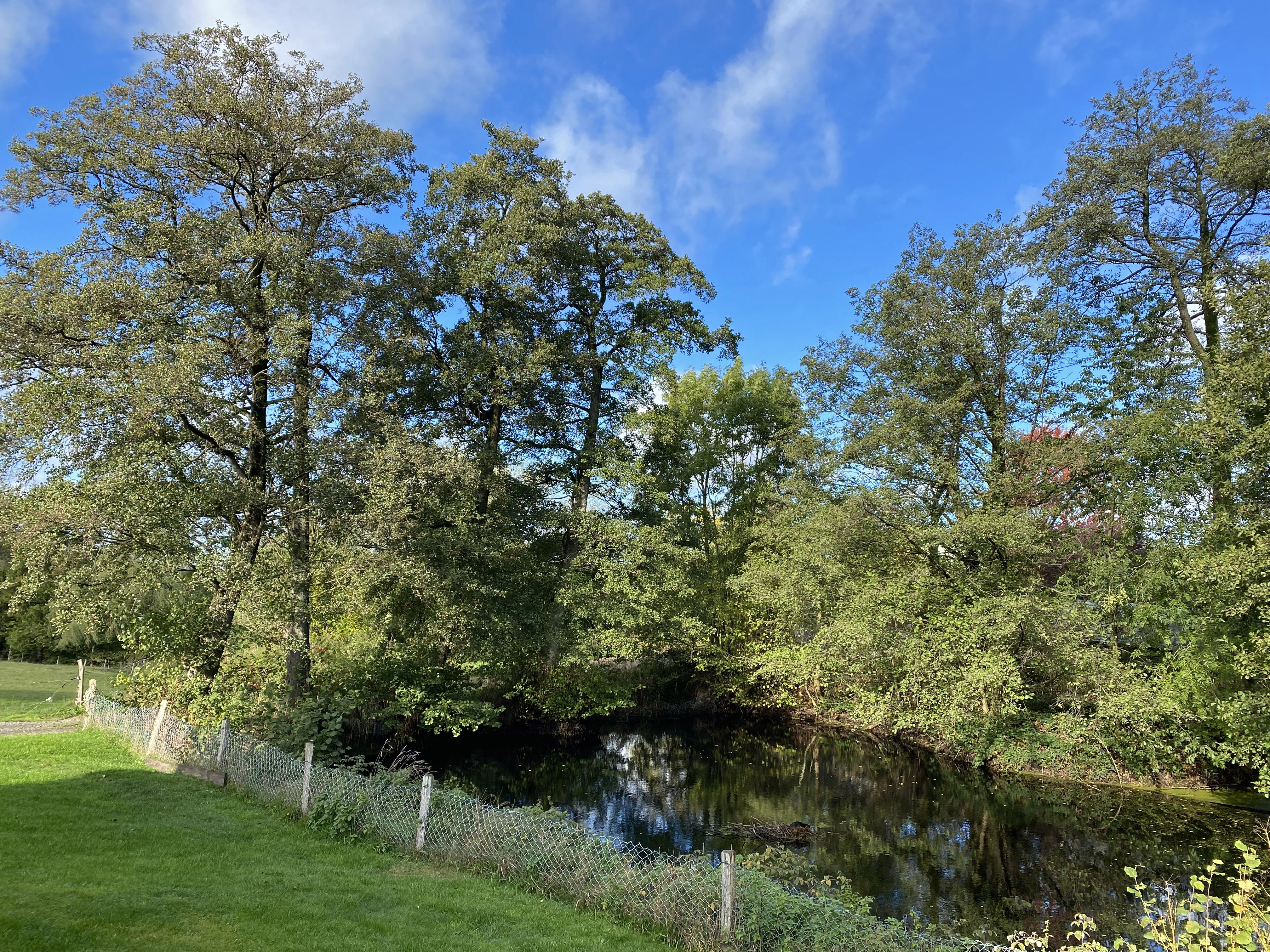
Stauteich des Baches Lüttgenau in Lesenbüchen